# 乔·卡尔扎合
乔·卡尔扎合，CBE（1972年3月23日—），威尔士拳击运动员，前世界拳王，人称“威尔士的骄傲”（Pride of Wales）、“意大利之龙”（Italian Dragon）。
卡尔扎合曾是两个级别的世界拳王，拥有世界拳击协会（WBA）、世界拳击理事会（WBC）、国际拳击联合会（IBF）、世界拳击组织（WBO）与《拳台》杂志（The Ring）的超中量级拳王头衔，以及《拳台》杂志轻重量级拳王头衔。卡尔扎合是职业拳击史上拥有超中量级拳王金腰带时间最长的拳手，曾连续十余年持有WBO拳王头衔，共21次卫冕成功。
2009年2月，卡尔扎合以46战全胜、32次击倒对手的不败战绩退役。2014年，他入选了国际拳击名人堂。